# Shinshokukokin wakashū
Le Shinshokukokin wakashū (新続古今和歌集) (Nouvelle suite de la collection des temps anciens et modernes, un titre qui rappelle le Shokukokin wakashū) est une anthologie impériale de poésie japonaise du genre waka. Elle est achevée vers 1439, six ans après que l'empereur Go-Hanazono (1419-1470) l'a ordonnée en 1433 à la demande d'Ashikaga Yoshinori du shogunat Ashikaga. La collection est compilée par Asukai Masayo. La famille de poètes Asukai, traditionnellement alignée sur la ligne conservatrice de l'école poétique Nijō, prend la place des Nijō à la cour quand cette famille connaît des problèmes. Les Asukai n'en poursuivent pas moins les ennemis des Nijō, ce qui les amène — entre autres — à n'inclure aucun poème de Shōtetsu dans la collection. Les préfaces en chinois et en japonais sont écrites par Ichijō Kanera. Il y a 20 volumes contenant 2 144 poèmes.
Il s'agit de la 21e et dernière anthologie impériale.

## Source de la traduction
- (en) Cet article est partiellement ou en totalité issu de l’article de Wikipédia en anglais intitulé « Shinshokukokin Wakashū » (voir la liste des auteurs).